# Protapanteles iraklii
Protapanteles iraklii är en stekelart som först beskrevs av Kotenko 1986.  Protapanteles iraklii ingår i släktet Protapanteles och familjen bracksteklar. Inga underarter finns listade i Catalogue of Life.